# Камов, Борис Николаевич
Бори́с Никола́евич Ка́мов (первоначальная фамилия — Дворсон; 5 августа 1932, Ленинград — 13 декабря 2018, Москва) — русский советский писатель.

## Биография
Его дед был купцом второй гильдии. Отец, Николай Иосифович (Калман Еселевич) Дворсон, в молодости учился на художника в Витебске в художественной школе Юделя Пэна, затем поступил на завод. После окончания института стал инженером, а затем — финансистом. Мать, Софья Борисовна, умерла в возрасте 40 лет. 
В 1955 году Борис Камов окончил Ленинградский государственный педагогический институт имени А. И. Герцена по специальности «учитель русского языка и литературы». Там же три года проучился в аспирантуре, темой незащищённой диссертации стало «Мастерство А. П. Гайдара». В 1954 году женился и в 1958 переехал в Москву. Специализировался на изучении биографии и творчества Аркадия Гайдара. Взял псевдоним «Камов», затем официально сменил фамилию. В 1963 году опубликовал в ленинградском Учпедгизе книгу «Аркадий Гайдар. Биография»; в дальнейшем написал ещё целую серию книг о Гайдаре, в том числе биографию для серии ЖЗЛ. 
В 1975 году был принят в Союз писателей СССР. Лауреат премии имени Аркадия Гайдара (1973), премии журнала «Пионер» (1978). 
Работал в поликлинике Морозовской детской больницы Москвы, в НИИ ДОГ, занимаясь целительством. С помощью методов экстрасенсорики искал причины болезней, в основном у детей со злокачественными заболеваниями крови.
Камов Б. Н. был противником онанизма и писал о нём в своих публикациях, критиковал современных сексологов, а именно: невропатолога и одного из основоположников советских сексологии и сексопатологии профессора Г. С. Васильченко, профессора-сексолога С. Т. Агаркова и учёного И. С. Кона.
Похоронен на Донском кладбище. родственное захоронение  на  участке 1.